# Жибервил
Жибервил (фр. Giberville) насеље је и општина у северној Француској у региону Доња Нормандија, у департману Калвадос која припада префектури Кан.
По подацима из 2011. године у општини је живело 4954 становника, а густина насељености је износила 990,8 становника/km². Општина се простире на површини од 5 km². Налази се на средњој надморској висини од 19 метара (максималној 36 m, а минималној 6 m).

## Демографија
| 1962. | 1968. | 1975. | 1982. | 1990. | 1999. | 2011. |
| ----- | ----- | ----- | ----- | ----- | ----- | ----- |
| 2.788 | 3.469 | 3.560 | 4.381 | 4.574 | 4.606 | 4.954 |

График промене броја становника у току последњих година